# 庄弘高
庄 弘高（しょう ひろたか）は、平安時代末期から鎌倉時代にかけての武将・御家人。四方田氏の祖。

## 略歴
武蔵国児玉党の出。児玉党本宗家4代目・庄太夫家弘の次男と考えられる。通称は太夫と記されているが、本来の通称は二郎と考えられる。
『吾妻鏡』によると、文治5年（1189年）、他の兄弟達と共に源頼朝に従って奥州合戦に参戦。武功を上げ、恩賞として備後国御調本北条の地頭職を与えられている。
武蔵児玉郡の四方田村に土着し四方田氏の祖となった。

## 荘家文書の系譜の疑念について
庄二郎弘高については、岡山県の『荘家文書』に、家弘の嫡男として、藤原弘高とあり、「元祖、従五位下、庄権守有ル故始テ武家ニナル」とあり、庄太郎家長を弘高の嫡子であるとしているが、研究者の間では、その信憑性は疑われている。一つに、弘高の子孫が庄氏本宗家の本拠地である「栗崎」の領地（現在の本庄市栗崎の地）を継がず、分家の土地である「四方田（しほうでん）」を領有し、「四方田（よもだ）氏」を名乗っている事、二つに、通し字である「家」の字の継承の仕方に不自然さが生じる事（家行→家弘→家長の方が自然である）、三つに、家長の通称が太郎（長男、嫡男の意）であり、名に長の字を持つ事（これに対し、弘高は家弘の二文字目を継承している）。これらの事から家弘の長男は家長であり、次男が弘高であると考えられる。もっとくらいで言えば、『荘家文書』の誤伝と考えられる（意図的な改編とも見られる）。この他、三郎忠家、四郎高家、五郎弘方と続くのに対し、二郎の通称だけがないのは明らかに不自然であり、こうした弟達の通称からも、『荘家文書』の内容をそのまま信用はできない。
結論として、兄である家長を嫡子であると誤って記述している事は明らかである。従って、本来の正しい系譜は、庄太夫家弘の長男が家長であり、次男が弘高、三男が忠家、四男が高家、五男が弘方と言う事になる。

## 四方田氏について
『吾妻鏡』に弘高は、「四方田三郎弘長」として記されているが、そもそも家長を家国と記すなど、人名に誤記が目立つ資料である事を考慮すれば、本来は「四方田二郎弘高」と考えられる（家長の場合、武士の同名の多さと似た名の多さから来る誤記）。文治元年（1185年）10月24日条の項にその名がある事から、この時点ですでに四方田氏を名乗っていたものか（『吾妻鏡』自体は14世紀成立の資料である）。この『吾妻鏡』に出てくる、「弘長」の記述が、荘家文書の系譜の誤伝に繋がったとも考えられる（弘高と記しながらも家弘の長男としたのはこの為か）。また、文治5年（1189年）7月19日条の項に、「庄三郎忠家」と「四方田三郎弘長」の名が共に記されている。三郎の通称がかぶるのは、庄氏と四方田氏を同族（兄弟）と気づかずに記述した為か。また、征夷大将軍の上洛の際には、必ず家長の後ろに名がある事を考えれば、弘高の方が弟だったと言う事が分かる。また、『武蔵七党系図』には、「弘高の子、四方田庄三左衛門左近将監弘長」とあり、弘高の子が弘長であるとしている（この伝承が正しければ、四方田三郎は弘高ではない事になる）。どちらにしても、『吾妻鏡』『荘家文書』『武蔵七党系図』など、諸々の資料には誤記・誤伝と言った混乱が見られる。
この他、文治3年（1187年）4月29日条の項に（3月30日の事として）、伊勢国多々利庄を四方田五郎弘綱知行とある。この他にも、丹生（にぶ）山公田、松永名、に四方田五郎の名が記載されている。

### 弘高の子息についての考察
従来の系図を引用すると、弘高の長男が庄太郎家長であり、庄二郎弘定が久下塚氏祖となり、庄三郎弘長が四方田氏祖となり、庄四郎弘季が牧西氏祖となり、庄五郎弘綱（四方田氏）、庄七郎高綱（四方田氏）と続く。
弘長を弘高と同一とし、家長をその兄であるとすれば、四方田を確実に名乗ったと言えるのは、弘季、弘綱、高綱の三子である（弘定については、久下塚氏の伝承に混乱が見られる為、判断を保留）。『鎌倉武鑑』にも弘高の三男は弘季とあり、弘長の実在性は疑問視される。

## その他
- 本庄市大字四方田（四方田堀の内78）に所在し、栗崎館跡の西北側に位置する四方田氏館跡は、周辺の武家館跡と比較しても堀の痕跡が明瞭である。
- 補足として、明治33年発行の『児玉記考』内の伝承では、家弘、家長、家次、時家の伝承が語られている。しかし、弘高に関する伝承は一切なく、こうした在地の伝承からも、弘高は本宗家ではなく、その領地（栗崎）も継がなかった事は明らかであり、年代的にもズレが生じてしまう事から、家長と同年代の人物と考えた方が無理はない。
- 本宗家5代目である兄家長が児玉を去ってしまった事で、本宗家4代目の次男である弘高が嫡男を主張したとも考えられる（どちらも本宗家の嫡流である為）。あるいは、後世の四方田氏の一族が意図的に系図を変え、後世の家系図では、家弘→弘高→家長となった可能性もある（単に児玉党の系図を長くして、他家に対して歴史を古く見せようとした可能性もあるが）。ただ、家長には子息がいる為、児玉党の本宗家は本庄氏が継いだものと考えられている。